# سيلينة إسويرتية الأوراق
السيلينة إسويرتية الأوراق (باللاتينية: Silene swertiifolia) نوع نباتي يتبع جنس السيلينة من الفصيلة القرنفلية.

## الموئل والانتشار
موطنها بلاد الشام وتركيا.
أوراقها تشبه أوراق نبات الإسويرتيا (باللاتينية: Swertia).